# Serjania scopulifera
Serjania scopulifera är en kinesträdsväxtart som beskrevs av Ludwig Radlkofer. Serjania scopulifera ingår i släktet Serjania och familjen kinesträdsväxter. Inga underarter finns listade i Catalogue of Life.